# Kurt H. Debus
Pour les articles homonymes, voir Debus.
 Kurt Heinrich Debus, né le 29 novembre 1908 à Francfort (Province de Hesse-Nassau) et mort le 10 octobre 1983 à Rockledge en Floride, est un ingénieur germano-américain. Ancien nazi, il est à l'origine de la création du Centre spatial Kennedy, qu'il a dirigé de 1962 à 1974.

## Biographie
Kurt Debus suit des études d'ingénierie électrique à l'Université technique de Darmstadt où il décroche une maitrise en 1935 avant de se lancer dans un doctorat qu'il obtient en 1939. Il devient maître de conférences de cette faculté mais à la suite de l'entrée en guerre de l'Allemagne il rejoint le parti Nazi et les équipes de Wernher von Braun à Peenemünde où il devient responsable des bancs d'essais pour la mise au point du missile balistique V2. À la fin du conflit il est exfiltré par les américains avec les autres spécialistes allemands des fusées de l'équipe de Wernher von Braun dans le cadre de l'Opération Paperclip. Il travaille par la suite aux États-Unis durant 10 ans pour l'Armée de Terre américaine à la conception de missiles balistiques à courte et moyenne portée notamment la fusée Redstone. De 1952 à 1960 il est responsable du centre d'essais des missiles de l'Army Ballistic Missile Agency (ABMA) à Cape Canaveral en Floride. Lorsque l'ABMA est absorbé par la nouvelle agence spatiale civile, la NASA, et devient le centre de vol spatial Marshall, il est nommé responsable du centre spatial Kennedy créé pour le programme Apollo à proximité de Cape Canaveral. Il est responsable du lancement pour quatre des vols du programme Mercury ainsi que pour les 13 vols du programme Apollo. Il quitte la NASA pour prendre sa retraite en novembre 1974. 
Il devient, après avoir quitté la NASA, président du conseil d'administration de l'entreprise ouest-allemande OTRAG, qui souhaitait créer un lanceur orbital à bas coût.
La biographie officielle de Debus par la NASA ne comporte qu'un court et vague paragraphe sur sa vie en Allemagne. La page Web de la NASA consacrée à l’événement fait référence aux réalisations de Debus dans le domaine de l'astronomie, sans rien dire de son appartenance au parti Nazi et de sa participation étroite à la construction des V2 pendant la Seconde Guerre mondiale[réf. souhaitée].

## Reconnaissance
Un petit cratère lunaire de l'autre côté de la Lune, à l'est-sud-est du Cratère Ganskiy, après le limbe oriental, porte le nom de Debus, tout comme le Centre de conférence Dr Kurt H. Debus au sein du complexe des visiteurs du Centre spatial Kennedy. Debus a également été intronisé au National Space Hall of Fame en 1969[réf. nécessaire].
Depuis 1990, le National Space Club de Floride décerne le Prix Dr. Kurt H. Debus pour récompenser les réalisations aérospatiales importantes en Floride, y compris les personnes associées aux lanceurs, aux opérations d'engins spatiaux, aux services de soutien au sol, aux activités de portée, à l'éducation spatiale et à la recherche et au développement des ports spatiaux. Le prix a été conçu comme un complément au Prix Goddard, décerné chaque année par le National Space Club de Washington, DC à une personne du domaine aérospatial au niveau national[réf. nécessaire].